# BMO 해리스 뱅크 센터
BMO 해리스 뱅크 센터(BMO Harris Bank Center)은 미국 일리노이주 록퍼드에 위치한 실내 경기장이다. 현재 AHL 록퍼드 아이스호그스의 홈구장으로 사용되고 있다.